# خوان كيو. ميراندا
خوان كيو. ميراندا هو سياسي فلبيني، ولد في 8 مارس 1912، وتوفي في 1 يونيو 1985.